# Vepris felicis
Vepris felicis är en vinruteväxtart som beskrevs av F.J. Breteler. Vepris felicis ingår i släktet Vepris och familjen vinruteväxter. Inga underarter finns listade i Catalogue of Life.